# Вест Стјуартстаун (Њу Хемпшир)
Вест Стјуартстаун (енгл. West Stewartstown) насељено је место без административног статуса у америчкој савезној држави Њу Хемпшир.

## Демографија
По попису из 2010. године број становника је 386.
| Група             | 2000.    | 2010.       |
| Белци             | 0 (0,0%) | 381 (98,7%) |
| Афроамериканци    | 0 (0,0%) | 1 (0,3%)    |
| Азијати           | 0 (0,0%) | 0 (0,0%)    |
| Хиспаноамериканци | 0 (0,0%) | 0 (0,0%)    |
| Укупно            | 0        | 386         |